# Cuộc đời của Lenin
Cuộc đời Lenin (tiếng Nga: Жизнь Ленина) là một cuốn tiểu sử nghệ thuật về người sáng lập Nhà nước Soviet Vladimir Ilyich Ulyanov, hay thường được biết đến với tên gọi: Lenin. Tập truyện ký được nữ văn sĩ Maria Prilezhayeva viết dành riêng cho trẻ em.
Tác phẩm đã được dịch sang nhiều ngôn ngữ khác nhau, và nhiều mẩu chuyện trong đó đã được đưa vào chương trình giáo dục Tiểu học, Trung học ở tại hầu hết các nước Xã hội chủ nghĩa trước đây. Phần tranh minh họa do họa sĩ nổi tiếng Orest Vereysky thực hiện.

## Nội dung
Cuốn sách tập hợp những câu chuyện về Lenin từ những ngày thơ ấu ở Simbirsk, tuổi thanh niên sôi nổi đấu tranh chống bất công xã hội và những giai đoạn chính trong đời hoạt động Cách mạng.

## Ảnh hưởng
Lần đầu tiên xuất bản ở Liên Xô vào năm 1970, kể từ đó đến 1990 tác phẩm liên tục được tái bản hầu như mỗi năm. Cuốn sách đã được dịch sang nhiều thứ tiếng: Anh, Pháp, Đức, Tây Ban Nha, Ba Lan, Tiệp Khắc, România, Bulgaria, Trung Quốc, Việt Nam...

## Giải thưởng
- Giải thưởng Nhà nước Liên Xô mang tên Nadezhda Krupskaya (1971).